# 黄湖农场 (团风县)
黄湖农场，是中华人民共和国湖北省黄冈市团风县下辖的一个类似乡级单位。

## 行政区划
下辖以下地区：
黄湖虚拟生活区。